# 12月 (旧暦)
旧暦12月（きゅうれきじゅうにがつ）は、太陰太陽暦である中国、日本の旧暦の年初から12番目の月である。
天保暦よりも前の和暦などでは、大寒を含む月を12月とする。グレゴリオ暦では12月下旬から2月上旬ごろに当たる。東洋の太陰太陽暦では月の日数である大小（大月30日、小月29日）が年により異なるため、月の末日が29日である年もある。

## 別名・異名
しはすの語源
12月の別名は師走（しはす、しわす）である。「しはす」の語源は、古いことなので分からない。「大言海」は、「歳極（トシハツ）ノ略轉カト云フ、或ハ、萬事爲果（シハ）つ月ノ意、又、農事終ハル意カ」と言い、また「十二箇月ノ名ハ、スベテ稻禾生熟ノ次第ヲ逐ヒテ、名ヅケシナリ」（「睦月」の項）と言っている。なお、「僧侶（師は、僧侶の意）が仏事で走り回る忙しさから」、という平安時代からの説（色葉字類抄に記述がある。）があるが、これは語源俗解（言語学的な根拠がない、あてずっぽうの語源のこと）であり、平安時代にはすでに、「しはす」の語源は分からなくなっていたのである（民間語源#日本語における民間語源）。
その他
異名で陰暦12月を「きとう（季冬）」という。臘の月にちなみ「臘月」ともいう。

## 師走の日付
| 西暦   | 朔            | 晦            | 日数 |
| ------ | ------------- | ------------- | ---- |
| 2008年 | 12月27日      | 2009年1月25日 | 30日 |
| 2009年 | 2010年1月15日 | 2010年2月13日 | 30日 |
| 2010年 | 2011年1月4日  | 2011年2月2日  | 30日 |
| 2011年 | 12月25日      | 2012年1月22日 | 29日 |
| 2012年 | 2013年1月12日 | 2013年2月9日  | 29日 |
| 2013年 | 2014年1月1日  | 2014年1月30日 | 30日 |
| 2014年 | 2015年1月20日 | 2015年2月18日 | 30日 |
| 2015年 | 2016年1月10日 | 2016年2月7日  | 29日 |
| 2016年 | 12月29日      | 2017年1月27日 | 30日 |
| 2017年 | 2018年1月17日 | 2018年2月15日 | 30日 |
| 2018年 | 2019年1月6日  | 2019年2月4日  | 30日 |
| 2019年 | 12月26日      | 2020年1月24日 | 30日 |
| 2020年 | 2021年1月13日 | 2021年2月11日 | 30日 |
| 2021年 | 2022年1月3日  | 2022年1月31日 | 29日 |
| 2022年 | 12月23日      | 2023年1月21日 | 30日 |
| 2023年 | 2024年1月11日 | 2024年2月9日  | 30日 |
| 2024年 | 12月31日      | 2025年1月28日 | 29日 |
| 2025年 | 2026年1月19日 | 2026年2月16日 | 29日 |
| 2026年 | 2027年1月8日  | 2027年2月6日  | 30日 |
| 2027年 | 12月28日      | 2028年1月26日 | 30日 |
| 2028年 | 2029年1月15日 | 2029年2月12日 | 29日 |
| 2029年 | 2030年1月4日  | 2030年2月2日  | 30日 |
| 2030年 | 12月25日      | 2031年1月22日 | 29日 |
| 2031年 | 2032年1月13日 | 2032年2月10日 | 29日 |

## 引用
1. ↑  WEB言海 p.461、「志はす」の項（「大言海」とは、やや記述が異なる）
2. ↑  高島俊男：お言葉ですが・・・（７）、漢字語源の筋ちがい、p.87、文春文庫、第1刷、2006年6月10日、（株）文藝春秋
3. ↑  三省堂 2015.
4. ↑  高島俊男：お言葉ですが・・・（７）、漢字語源の筋ちがい、p.86、文春文庫、第1刷、2006年6月10日、（株）文藝春秋
5. ↑  “行事目白押しの12月？”. 公益社団法人 日本中国友好協会（日中友好協会）. 2024年3月21日閲覧。
6. ↑  “臘月(ろうげつ)とは？ 意味や使い方”. コトバンク. 2024年3月21日閲覧。